# Fahrerflucht (Film)
Fahrerflucht ist ein 12-minütiger Kurzfilm mit dem Ehepaar Kai Wiesinger und Chantal de Freitas in den Hauptrollen. Der Film wurde im November 2002 in Leipzig und Halle/Saale gedreht. Produktionsfirma des Filmes ist „Schmidtz Katze Film- und Fernsehproduktion“, Regie führte Martin Menzel. 
Der Film lief auf Festivals in aller Welt, etwa beim Brooklyn Film Festival 2004, und wurde mehrfach vom MDR und 3sat im Fernsehen ausgestrahlt.

## Auszeichnungen
Fahrerflucht gewann 2003 den Publikumspreis des Filmfests Dresden. 